# 8502 Bauhaus
8502 Bauhaus (1990 TR12) là một tiểu hành tinh vành đai chính được phát hiện ngày 14 tháng 10 năm 1990 bởi F. Borngen và L. D. Schmadel ở Tautenburg.